# Francija v srednjem veku
Francija v srednjem veku je čas v srednjega veka na področju Francije.

## Zgodnji srednji vek
Spreminjanje ozemelj in preseljevanje ljudstev se je končalo. Na področju Francije so se ustalili Franki. Ti so tukaj izoblikovali svojo državo. Ta država je bila dovolj močna, da je odbila napad Arabcev na Evropo. V osmem stoletju so vladarsko družino Merovingov zamenjali Karolingi. Član te nove rodbine je ubranil Francijo pred Arabci.

## Karel Veliki
V času Karla Velikega je Francija dosegla največji obseg. S širjenjem obsega so tudi širili krščanstvo. Leta 772 so se začeli boji z Sasi. Med 775 in 780 so se začeli vojni pohodi proti njim. Pozneje se je odvijala še vojna z Španijo in še pozneje vojna z Avari (791–796). Šele ko je leta 791 poračunal z Slovani se je lotil še Avarov, kateri so ropali njegova ozemlja. 

## Delitev države
Po smrti Karla Velikega se je začela vojna za nasledstvo. Velika država je rezpadla na tri dele: zahodno, srednjo in vzhodno. Te države so se kasneje oblikovale v: Francijo (zahodna), Nemčija (vzhodna) in Italijo (srednja). 

## Zahodna Francija
Zahodna Francija je del nekdanje velike Francije, ki je po razpadu obsegala Francijo. Država je zelo slabela. Kazalo je da se bo razdrobila med fevdalne gospode. A v dvanajstem stoletju je njena moč ponovno začela rasti. Takrat Francija postane dobro urejena fevdalna država. Taka je bila celotni srednji vek.